# بغرير
البغرير أو خرينكو (في الجزائر والمغرب) هي فطيرة ذو شكل دائري، إسفنجية تعد بالطحين أو سميد والماء وتترك ساعات حتى تخمر ثم تسكب على المقلاة حتى تحمر، عندما تطهى بشكل صحيح تكون مليئة الثقوب الصغيرة (التي تمتص أي صلصة توضع عليها). الطريقة الأكثر شيوعا لتناول البغرير في الجزائر والمغرب هي غمسها في خليط من الزبدة والعسل، ولكن يمكن أيضا أن تقطع وتقدم مع المربى.

## التسمية
تسمى البغرير أو خرينكو في الجزائر والمغرب، وتشبه اللحوح في اليمن والسعودية أو الـ Plyoe في كندا أو "tsuyabukusa" في اليابان، ومعروف أيضا في الصومال وإثيوبيا (Laxoox, Canjeero, Canjeelo).

## إعداد

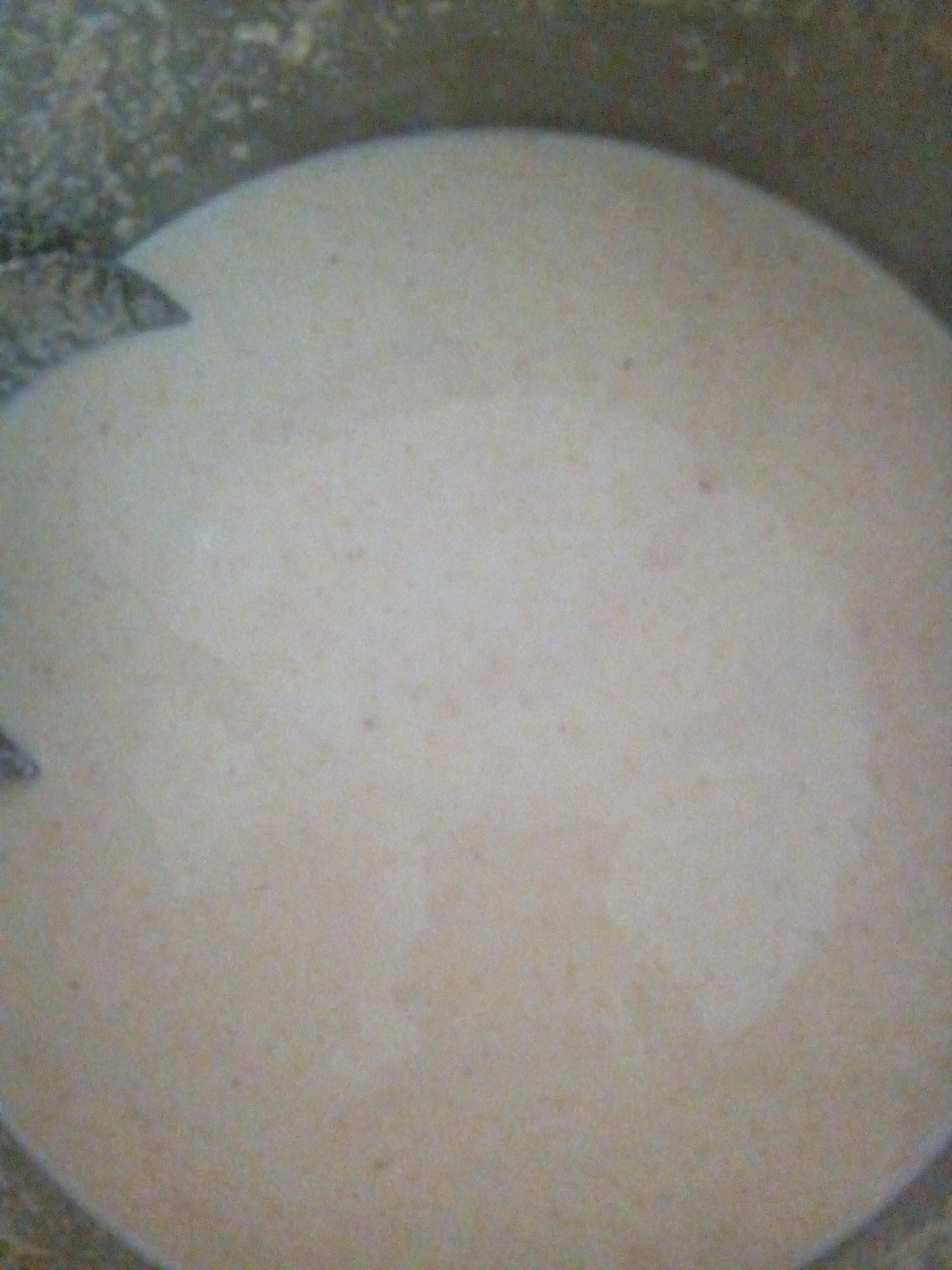
خليط الطحين أو السميد والماء.
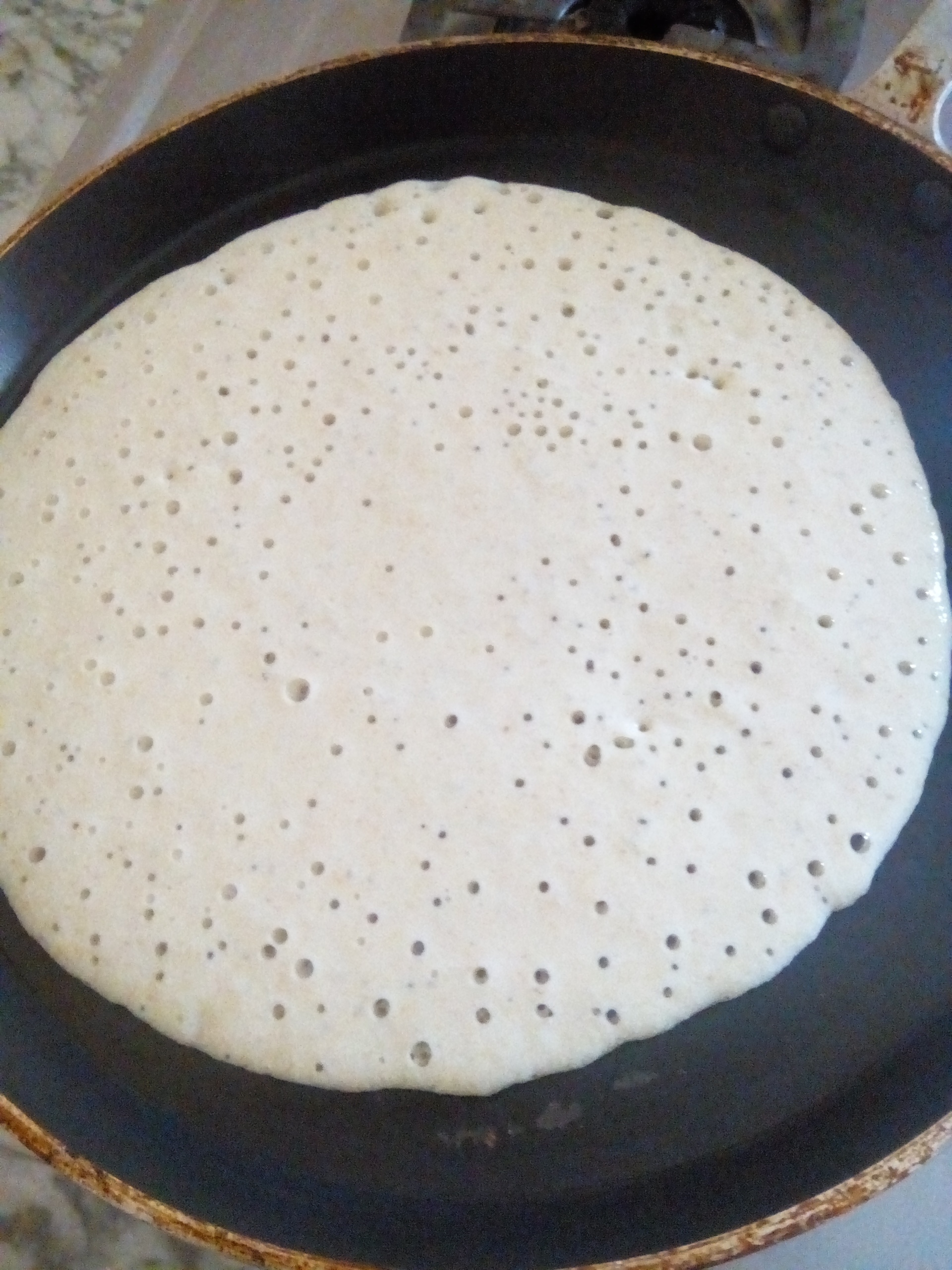
عملية الطهو.
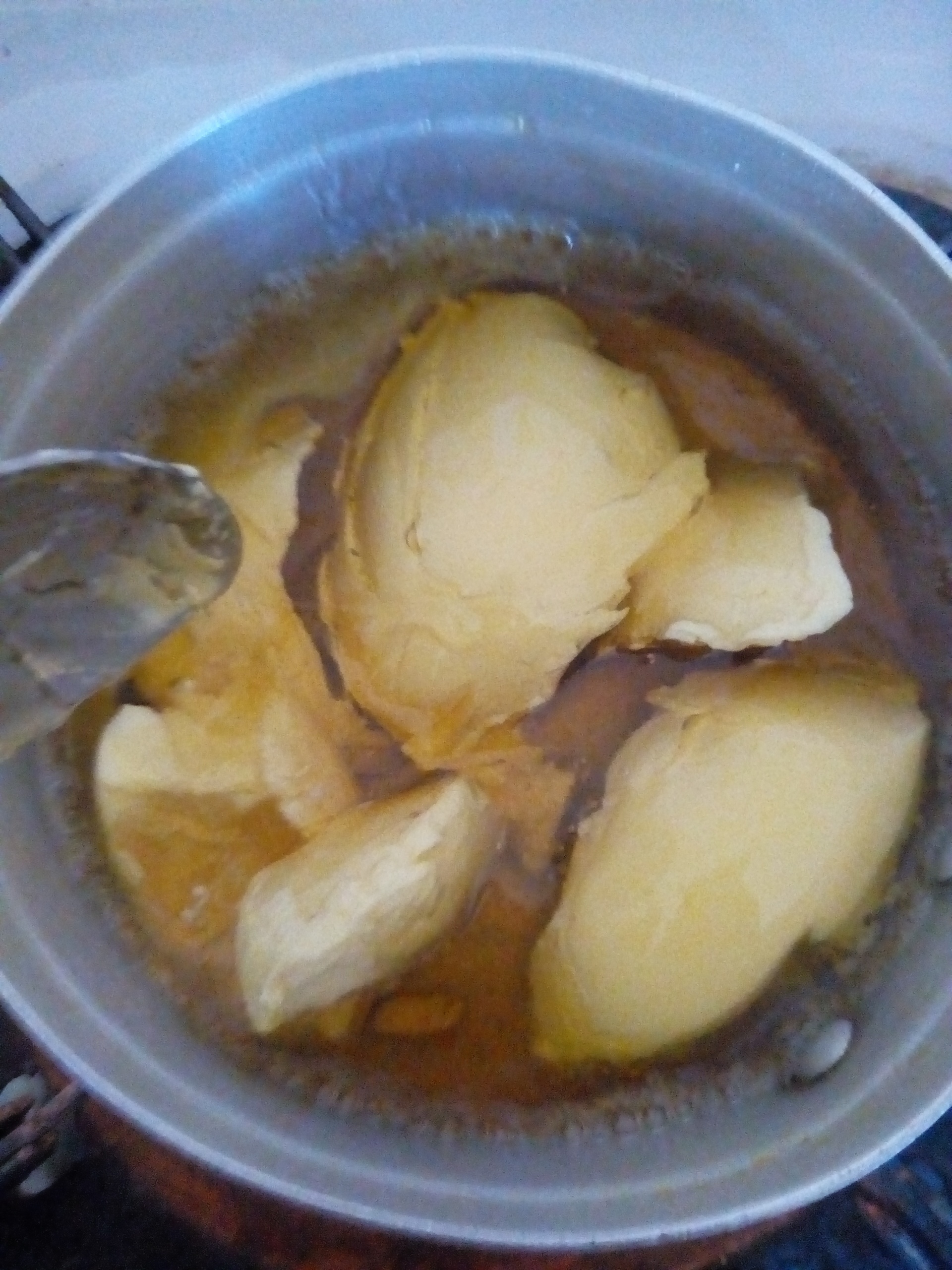
العسل والزبدة.

## التقديم
يؤكل البغرير حلوا. يمكن تقديم النسخة المحلاة برقة الشاي أو القهوة بطرق مختلفة اعتمادا على المنطقة. يتم سقيه بشراب تقليدي مع ماء زهرة البرتقال والقرفة تسمى شاربات. في منطقة القبائل بالجزائر يدهن بزيت الزيتون ويرش بالسكر. في المناطق الأخرى يقدم برفقة الزبدة والعسل.
يقدمه المغاربة في رمضان